# Botew (schron)
Botew (bułg. Ботев) – schron turystyczny w Starej Płaninie w Bułgarii.

## Opis i położenie
Znajduje się na zachodnich stokach Botewa, w miejscu o nazwie Polanka. Jest to jednopiętrowy kamienny budynek z trzema pomieszczeniami, węzłem sanitarnym i przedsionkiem. Posiada 24 miejsca. Budynek ma dostęp do wody bieżącej, prądu na agregat; ogrzewany jest piecami. Schron jest całkowicie odnowiony i wyposażony w niezbędny inwentarz noclegowy. Jest otwarty cały rok, ma stały personel, oferuje między innymi jedzenie i napoje.
Sąsiednie obiekty turystyczne:
- szczyt Botew (2376 m n.p.m.) – 45 min.
- schronisko Rawnec – 5 godz.
- schronisko Dobriła – 8 godz. grzbietem Starej Płaniny
- schronisko Plewen – 2,30 godz.
- schronisko Wasił Lewski – 3,30 godz.
- schronisko Raj – 3 godz. przez Botew i 5,50 godz. przez Rawnakę (Djuzę)
- schronisko Tyża – 4 godz.

Szlaki są znakowane.